# Kvartbølgetransformator
Kvartbølgetransformator betegner inden for radio- og TV-teknikken en dobbeltleder, typisk et stykke antennekabel eller to parallelle metalstænger, der forbinder f.eks. et kabel med en radioantenne.
Kvartbølgetransformatoren har en længde, der er 1/4 af bølgelængden for det signal, den passer til, minus en procentdel afhængigt af den forsinkelse, som den medfører for det højfrekvente signal.
Formålet er at give impedanstilpasning mellem de to enheder, den forbinder. 